# تسيزار
تسيزار (بالألمانية: Ziesar) هي مدينة و بلدة ألمانية تقع في تسيزار في ألمانيا. يقدر عدد سكانها بـ 2,453 نسمة .